# Xeropsamobeus padrei
Xeropsamobeus padrei är en skalbaggsart som beskrevs av Gordon och Paul E.Skelley 2007. Xeropsamobeus padrei ingår i släktet Xeropsamobeus och familjen Aphodiidae. Inga underarter finns listade i Catalogue of Life.